# Flavia K
Flavia K, nom artístic de Flavia Calin Lemos (São Caetano do Sul, 26 de novembre de 1996) és una cantant, compositora i pianista brasilera.
És llicenciada en Piano Clàssic i Piano Jazz per la Fundació de les Arts de São Caetano do Sul.
En l'inici de la seva carrera professional, al començament dels anys 2010, va fer espectacles amb Ed Motta, Wilson Simoninha, Jair Oliveira, Cláudya i Patricia Marx.
El 2014 va llançar el seu primer EP, titulat Tudo O Que Soul, que inclou col·laboracions amb Ed Motta a De Repente i amb Wilson Simoninha a Espera. També hi ve una versió de Iluminados d'Ivan Lins, que va ser comentada i reconeguda pel mateix artista.
El 2019 va llançar el seu primer disc, Janelas Imprevisíveis, que juga amb els estils de bossa nova, jazz, neosoul i funk. L'àlbum va ser aclamat per la crítica especialitzada. Després va ser rellançat al Japó pel segell Disk Union, i d'aquesta manera va conquistar el públic del país. Janelas Imprevísiveis és completament autoral i conté col·laboracions amb Roberto Menescal a Canção Do Sol, Slim Rimografia a Atelier Do Silêncio i Marcellus Meirelles a Se Pá Tum Dêre.
El 2020 va ser semifinalista del Premi Professionals de la Música.
El 2021 va llançar l'EP Nítida (Ao Vivo), projecte audiovisual i que té 5 cintes gravades en viu en els formats de veu i teclat.

## Discografia
| Àlbum                 | Llançament          | Format            | Gravadora   |
| --------------------- | ------------------- | ----------------- | ----------- |
| Tudo O Que Soul       | 8 d'octubre de 2014 | CD, streaming     | Independent |
| Live Session          | 14 de juny de 2019  | Streaming         | Independent |
| Janelas Imprevisíveis | 3 d'octubre de 2019 | CD, LP, streaming | Independent |
| Nítida (Ao Vivo)      | 17 de març de 2021  | Streaming         | Independent |